# 奥斯瓦尔多·迪亚斯
奥斯瓦尔多·迪亚斯（西班牙語：Osvaldo Díaz，1981年12月22日—），巴拉圭男子足球运动员，司职中场。他曾代表巴拉圭国奥队参加2004年夏季奥林匹克运动会足球比赛，获得一枚银牌。